# Wackersdorf
Wackersdorf település Németországban, azon belül Bajorországban. Lakosainak száma 5398 fő (2023. december 31.).

## Népesség
A település népessége az elmúlt években az alábbi módon változott:
| Lakosok száma | 324  | 2211 | 3615 | 3896 | 5036 | 5134 | 5211 | 5243 | 5427 | 5398 |
|               | 1875 | 1950 | 1975 | 1987 | 2012 | 2014 | 2016 | 2017 | 2021 | 2023 |